# قاي فرنسيس
قاي فرنسيس (16 أغسطس 1860 في المملكة المتحدة - 18 مايو 1948 في المملكة المتحدة) (بالإنجليزية: Guy Francis)‏ هو لاعب كريكت بريطاني (وحمل سابقاً جنسية المملكة المتحدة لبريطانيا العظمى وأيرلندا). لعب مع نادي مقاطعة غلوستر للكريكت ‏.

## وصلات خارجية
- قاي فرنسيس على موقع إي آس بي آن كريك إنفو (الإنجليزية)